# Symphony Patrick
Symphony Patrick (* 9. Juli 2007) ist eine Leichtathletin aus Trinidad und Tobago, die sich auf den Sprint spezialisiert hat.

## Sportliche Laufbahn
Erste internationale Erfahrungen sammelte Symphony Patrick bei den CARIFTA Games 2023 in Nassau, bei denen sie in 12,21 s den achten Platz im 100-Meter-Lauf in der U17-Altersklasse belegte und mit der 4-mal-100-Meter-Staffel in 46,18 s die Goldmedaille gewann. Auch bei den U18-NACAC-Meisterschaften in San José belegte sie in 11,92 s den achten Platz über 100 Meter und siegte mit der Staffel in 45,99 s. Im Jahr darauf gelangte sie bei den CARIFTA Games 2024 in St. George’s in 11,81 s den sechsten Platz über 100 Meter und gewann mit der Staffel in 44,43 s die Silbermedaille.
2023 wurde Patrick trinidadisch-tobagische Meisterin in der 4-mal-100-Meter-Staffel.

## Persönliche Bestzeiten
- 100 Meter: 11,73 s (+1,9 m/s), 2. März 2024 in Port-of-Spain
- 200 Meter: 24,37 s (+1,5 m/s), 9. Juli 2023 in Port-of-Spain